# Andrés Casillas de Alba
Andrés Casillas de Alba (Ciudad de México, 1934) es un arquitecto mexicano.

## Biografía
Casillas estudió en la Escuela de Arquitectura de Guadalajara de 1952 a 1955, y en la Universidad Nacional Autónoma de México (UNAM) en la Ciudad de México hasta 1956. De 1957 a 1961 asistió a la Escuela de Diseño de Ulm, Alemania, y participó mientras tanto en proyectos de planificación urbana para Isfahán en 1958, así como ejerció en la oficina de arquitectura Mangiarotti e Morassutti, Milán, en 1959. De regreso en México, trabajó junto a Augusto H. Álvarez de 1962 a 1963, luego junto a Luis Barragán de 1964 a 1968, y después de 1969 trabajó por cuenta propia. Su primer edificio en México fue la Galería de Arte Mexicano, que construyó durante su cooperación con Álvarez. Casillas es miembro del Sistema Nacional de Creadores de Arte (SNCA) desde 1994. Fue galardonado múltiplemente, entre otros, con el premio anual de arquitectos de Jalisco en 1994.

## Obras
- Club Náutico “Los Amates”. Cuernavaca, Morelos
- Oficinas de McKinsey
- Remodelación de la casa O'Gorman
- Casa “Nardo”. Cuernavaca, Morelos
- Casa Estudio “Nardo Casillas”. Cuernavaca, Morelos
- Casa “Villa Coral”. Zapopan, Jalisco
- Casa “Azul”. Zapopan, Jalisco
- Centro comercial “Condoplaza del Sol”
- Piscina "Yturbe". Acapulco, Guerrero (1968)
- Casa “Guzmán West”. Valle de Bravo, Estado de México (1968)
- Casa Estudio “Pedro Coronel”. Ciudad de México (1968)
- Jardín “Tapia”. Guadalajara, Jalisco (1973)
- Centro Financiero Banamex. Guadalajara, Jalisco (1978)
- Casa “Brasilia”. Guadalajara, Jalisco (1978)
- Casa “García Vivanco”. Zapopan, Jalisco (1978)
- Casa “Villaseñor”. Zapopan, Jalisco (1979)
- Proyecto Jaiba, Playa Jaibas, Jalisco (1980)
- "La Mancanilla". La Puenta, Manzanilla, Colima (1980)
- Casa “Casaús”. Valle de Bravo, Estado de México (1983)
- Casa “Leonor”. San Ángel, Ciudad de México (1994)
- Casa "Tecámac". Tecámac, Hidalgo (1995)
- Casa “Jazmín”. Cuernavaca, Morelos (1999)
- Capilla “3 de Mayo”. 3 de Mayo, Morelos (2001)
- Casa “Garganta”. Manzanillo, Colima (2005)
- Casa “Roqueta”. Acapulco, Guerrero (2005)
- Casa Estudio “Casillas”. Cuernavaca, Morelos (2005)
- Casa “Greensmith”. Melbourne, Australia (2008)